# Gerard Ubbink
Dr. Gerard Ubbink (Doesburg, 30 april 1900 – Arnhem, 28 oktober 1989) was een gereformeerd predikant en schrijver van zowel theologische als psychologische boeken. 

## Biografie
Gerard Ubbink werd geboren in 1900 in Doesburg, als tweede in een gezin van zes kinderen. Zijn vader nam daar als jongeman van 30 in 1896 een noodlijdende ijzergieterij over. Twee jongere zoons hebben het bedrijf later voortgezet. Tegenwoordig is het bekend onder de naam Ubbink als leverancier van onder andere dakkapellen en bouw en installatiematerialen. Gerard echter studeerde Theologie aan de VU en promoveerde in 1940 op het proefschrift Het zondebegrip in de synoptische Evangeliën.
Hij trouwde in 1925 met Gerda Stokdijk uit Rotterdam, die toen MO Engels studeerde, ook in Amsterdam. Kort na de bruiloft in december vertrok het jonge stel naar Zweeloo in Drenthe, waar Gerard als gereformeerd predikant beroepen was. Tijdens de kwestie Geelkerken werd hij geschorst, en in 1928 beroepen door de gemeenten in Utrecht en Tienhoven, toen Gereformeerde Kerken in Hersteld Verband. Hij legde om persoonlijke redenen in 1942 zijn ambt neer en studeerde toen al psychologie aan de VU.
Afgestudeerd in 1945, verhuisde hij kort na de bevrijding met zijn gezin met vier kinderen naar Den Haag. In die tijd deed hij praktijkervaring op in Leiden. In 1950 greep hij de mogelijkheid aan om naar Arnhem te verhuizen en daar een psychologisch bureau over te nemen om voor zichzelf te beginnen. Het Gelders Psychologisch Instituut werd bij zijn pensionering door zijn jongste zoon voortgezet. 
Eindelijk was hij vrij om zich te wijden aan zijn hartsverlangen: te gaan schrijven, om nu op die manier opnieuw, zich te wijden aan de verkondiging van het evangelie. Tot die tijd waren alleen Wat gelooft een christen, Levensgeluk, de gedichtenbundel Ontwaken en Het Karakterkundig Woordenboek van zijn hand verschenen. 

## Geelkerken kwestie
Met name tijdens de kwestie Geelkerken genoot Ubbink bekendheid omdat hij als medestander van Geelkerken een van de medeoprichters is geworden van de Gereformeerde Kerken in Hersteld Verband. Ds. G.F.W. Herngreen schrijft in Een handjevol verkenners. Ontstaan van het Hersteld Verband met inleiding van een andere bekende predikant uit het groepje oprichters Dr. J.J. Buskes een uitgebreid stuk over hem. Hij wordt daarin betiteld als geruisloos in deze zaak. Later heeft hij zijn standpunten omtrent de letterlijkheid van het verhaal over de zondeval in Genesis verwoord in het stuk Adam. Dit stuk schreef hij anderhalf jaar voor zijn overlijden. Het is derhalve nooit meer gepubliceerd.  

## Standpunten
Ubbink is iemand die moeilijk in te delen is in een bepaalde stroming. Hij gaat zijn eigen weg. Zelden citeert hij andere theologen. Hij wil het geloof niet 'vertheologiseren' of 'verpsychologiseren'. Evenmin wil hij het 'verhumaniseren'. In zijn schrijfstijl volgt hij zijn grote voorbeeld C.S. Lewis. Evenals Lewis schrijft hij voor de gewone mens in de gemeente.

### Politiek en christendom
Ubbink is fervent voorstander van scheiding tussen kerk en staat. Hij gaat daarin zelfs zover dat hij zelf nooit voor een uitgesproken christelijke partij zou hebben gestemd. In zijn optiek kan alleen een centrum christen partij (zoals het huidige CDA) een goede regeringspartner zijn. In het geval dat een christelijke partij (zoals ChristenUnie of SGP) regeringsmacht krijgt, is de scheiding tussen kerk en staat tenietgedaan.

### Het hiernamaals
Een centraal punt in alle godsdiensten is het geloof in een voortbestaan na de dood zegt Ubbink in de inleiding van De nieuwe aarde. En toch is het een onderwerp dat alhoewel uitbundig bezongen in zowel psalmen als gezangen maar weinig besproken wordt. Daarom wijdt hij er een heel boek aan. Hij gelooft in een nieuwe aarde waarbij de huidige aarde wordt vernieuwd. Net als de dood een breuk is voor het menselijk lichaam, maar de mens nog wel zichzelf blijft, is ook de verwoesting van de aarde een breuk in de geschiedenis van de planeet. En God zal de planeet nieuw maken. Dan worden mens en aarde en hemel (daar waar God woont) verenigd zoals het was in het paradijs na de schepping.

### Schepping vs. Evolutieleer
Ubbink zegt: Het grote verschil tussen de wetenschap en de scheppingsleer over het leven van de mens is niet de evolutie maar dat de eerste ervan uitgaat dat de mens door toeval ontstaan is en de bijbel dat hij door God is geschapen. Tussen die beiden kan alleen het geloof een keus doen. De wetenschap stelt aan het begin van alle dingen de zogenaamde oerknal, een energie-explosie die plaats had in de oertijd, miljarden jaren geleden. Hierbij moeten we wel bedenken dat we van tijd dan eigenlijk nog niet kunnen spreken, want toen begon de tijd pas. Wanneer we over tijd spreken, denken we aan beleving of beweging en daar is materie voor nodig. Waar die materie vandaan kwam die de knal veroorzaakte, kan de wetenschap ook niet zeggen. Hier biedt het toeval zelfs geen uitkomst meer. Het christelijk geloof vult dan in: God is de oorsprong aller dingen en zij kan dat doen op grond van het geloof in God. De kosmos is geen bewijs voor het bestaan van God, maar wel is – afgezien van ons geloof – God de meest aannemelijke verklaring voor het ontstaan van de kosmos. Hij probeert mede-gelovigen op het spoor te zetten niet de evolutieleer als een aanval op het scheppingsverhaal te zien. Hij ziet het scheppingsverhaal veel meer als een dichterlijk lied dan een gedetailleerde beschrijving van een historische gebeurtenis. Er zijn te veel zaken met elkaar in tegenspraak als de schepping daadwerkelijk maar zeven dagen duurde, en Adam en Eva, maar de enige schepselen waren in die tijd.

## Fotografie
Zoals uit het verhaal van Tijs Mattens (zie onverschenen manuscripten) blijkt, heeft Ubbink van kinds af aan geleefd vanuit de liefde voor de natuur en diens Schepper. Hij zag overal de hand van God in de natuur: in dieren, waarbij de vlinders favoriet waren, verder bloemen, bomen, water en ijs, licht en schaduw en wist dit steeds op bijzondere wijze vast te leggen. Eenmaal heeft hij een prijs gewonnen bij een fotografiewedstrijd uitgeschreven door het maandblad voor fotografie: Focus.

### Onverschenen manuscripten
- 1982 - Over de Liefde Download als pdf
- 1987 - Adam, Een verhaal van God en de mens Download als pdf
- 1989 - God liefhebben Wat is dat? Download als pdf
- onbekend - Tijs Mattens Download als pdf[dode link]
- onbekend - Is de christelijke leer, zoals die historisch gegroeid is, beïnvloed door het Griekse dualistische denken? Download als pdf[dode link]
- onbekend - Er - De Kinderen Gods - De tekenen der tijden - Geloof Download als pdf[dode link]
- onbekend - Toneelstuk - Oom Karel
- onbekend - Toneelstuk - Het laatste kerstfeest

- International Standard Name Identifier: 0000 0000 2613 7276
- Library of Congress Control Number: n87125392
- Nederlandse Thesaurus van Auteursnamen: 069233373
- Virtual International Authority File: 11355761
- WorldCat: E39PBJxCtQTb6ytFgBvw3tHgrq